# Соколовка (Верхньопишминський міський округ)
Соколо́вка (рос. Соколовка) — селище у складі Верхньопишминського міського округу Свердловської області.
Населення — 229 осіб (2010, 187 у 2002).
Національний склад станом на 2002 рік: росіяни — 80 %.